# Ernst Alm
Ernst Alm (ur. 1 marca 1900 w Hemmingen w gminie Norsjö, zm. 7 października 1980 w Skelleftehamn) – szwedzki biegacz narciarski, reprezentant klubu IFK Norsjö, uczestnik Zimowych Igrzysk Olimpijskich 1924.
W biegu olimpijskim na 50 kilometrów stylem klasycznym w Chamonix zajął szóstą pozycję ze stratą 21 minut i 59 sekund do zwycięzcy – Thorleifa Hauga.

## Osiągnięcia

### Igrzyska olimpijskie
| Igrzyska       | Data             | Konkurencja                      | Czas    | Miejsce | Strata | Zwycięzca     | Źródło |
| -------------- | ---------------- | -------------------------------- | ------- | ------- | ------ | ------------- | ------ |
| 1924, Chamonix | 30 stycznia 1924 | bieg na 50 km techniką klasyczną | 4:06:31 | 6.      | 21:59  | Thorleif Haug | [ 2 ]  |